# Marian Kociniak
Marian Kociniak (n. 11 ianuarie 1936, Varșovia, Polonia – d. 17 martie 2016, Varșovia, Polonia) a fost un actor și comedian de film, televiziune, actor de voce și de radio. A fost cel mai cunoscut pentru interpretarea lui Franciszek Dolas, personajul principal din filmul Cum am declanșat Al Doilea Război Mondial (1970). Kociniak a avut, de asemenea, roluri principale și secundare în filme ca Gwiazdy poranne (1979), Danton (1983), Trójkąt bermudzki (1987), Cyrk odjeżdża (1987), Do widzenia wczoraj. Dwie krótkie komedie... (1993), Pan Tadeusz (1999), Kalipso (2000) și Ostatnia akcja (2009), precum și în seriale de televiziune ca Janosik (1974), Jan Serce (1981), Sukces (1995) și Głęboka woda (2013).

## Biografie
Marian Kociniak s-a născut la 11 ianuarie 1936 la Varșovia, Polonia. A crescut în districtul Mokotów⁠(d). În timpul ocupației germane din cel de-Al Doilea Război Mondial, casa sa a fost incendiată, iar familia sa s-a adăpostit într-o fabrică de cărămidă abandonată.
A absolvit o școală profesională de constructori de motoare. În 1958 a absolvit Academia Națională de Artă Dramatică „Aleksander Zelwerowicz” din Varșovia. A fost elev al lui Ludwik Sempoliński⁠(d).
Din 1959 până în 2010, a fost actor al Teatrului Ateneum, iar din 2010 până în 2013 al Teatrului Wola.
Debutul său în cinematografie a avut loc în 1960, când a avut un mic rol necreditat în filmul lui Andrzej Wajda Fermecătorii inocenți. Kociniak a devenit cel mai cunoscut pentru interpretarea lui Franciszek Dolas, un personaj principal din filmul Cum am declanșat Al Doilea Război Mondial (1970). Kociniak a avut, de asemenea, roluri principale și secundare în filme ca Gwiazdy poranne (1979), Danton (1983), Trójkąt bermudzki (1987), Cyrk odjeżdża (1987), Do widzenia wczoraj. Dwie krótkie komedie... (1993), Pan Tadeusz (1999), Kalipso (2000) și Ostatnia akcja (2009), precum și în seriale de televiziune ca Janosik (1974), Jan Serce (1981), Sukces (1995) și Głęboka woda (2013).
În plus, Kociniak a jucat în numeroase piese de teatru TV ale Televiziunii Poloneze (Telewizja Polska). A apărut și în episoade ale serialului trupei de comedie Kabaret Starszych Panów⁠(d) și a lucrat la Radio Polonia Trei (Radiowa Trójka). Aici, a găzduit împreună cu Andrzej Zaorski⁠(d) segmente de Sketch comedy⁠(d) intitulate Kulisy srebrnego ekranu, în emisiunea de radio 60 minut na godzinę, și a interpretat melodia tematică a programului Powtórka z rozrywki.
În 2003, în timpul celei de-a 8-a ediții a Festivalului Stelelor din Międzyzdroje, Kociniak și-a dezvelit placa memorială de pe aleea celebrităților de pe Promenada Stelelor.
De-a lungul carierei sale, a refuzat complet să dea interviuri. A făcut o excepție pentru TVP Info⁠(d) în 2010, la cea de-a 50-a aniversare a activității sale în industrie. În aprilie 2010, a fost publicată și cartea „Spełniony” de Remigiusz Grzela, care conține un interviu cu acesta.
Kociniak s-a retras din actorie în 2013.
A fost membru de onoare al comitetului de susținere a campaniei lui Bronisław Komorowski în timpul alegerilor prezidențiale din Polonia din 2010 și 2015.
Kociniak a decedat într-un spital din Varșovia la 17 martie 2016, la 79 de ani. A fost înmormântat la 23 martie 2016, lângă soția sa, în Cimitirul Evanghelic Reformat din Varșovia (Cmentarz ewangelicko-reformowany).

## Viață privată
Timp de peste 50 de ani a fost căsătorit cu Grażyna Kociniak (care a lucrat la montajul filmelor, decedată în 2016). Împreună au avut o fiică, Weronika, iar el a fost și tată vitreg al fiului soției sale, Piotr.
A fost văr cu actorul Jan Kociniak⁠(d).

## Filmografie
| - 1960: Niewinni czarodzieje – spectator la un concert de jazz - 1962: O dwóch takich, co ukradli księżyc – Niebora - 1962: Gangsterzy i filantropi – un client servit de un chelner - 1962: Czerwone berety – Grzegorz Warecki - 1963: Wiano – prietenul lui Staszek - 1963: Przy torze kolejowym – om - 1964: Pięciu⁠(d) – Kazio - 1965: Wyzywajem ogoń na siebja – Jan Tyma - 1965: Sobótki – Karol - 1965: Stawka większa niż życie – Piotr (ep. 1) - 1965: Ballada wigilijna - 1966: Wojna domowa – hydraulik Edek (ep. 9) - 1966: Marysia i Napoleon – ofițer, gardă în fața palatului - 1966: Pożegnanie z Marią⁠(d) – Piotr - 1966: Chudy i inni – „Partyjny” - 1966: Bariera – tramwajarz z „17" na szyi - 1967: Słońce wschodzi raz na dzień – partizanul „Mały” - 1968: Ostatni po Bogu – locotenent Piotr Kwuliatkowski - 1970: Jak rozpętałem drugą wojnę światową – st. strzelec Franek Dolas - 1970: Dzięcioł⁠(d) – reporter de la programul „Ce să joci” - 1970: Akcja Brutus – porucznik Krysiak - 1971: Niebieskie jak Morze Czarne – Adam - 1971: Gwiazda Wytrwałości – căpitanul Iwanowski - 1974: Święty Mikołaj pilnie poszukiwany – „Nieprzytulany” | - 1974: Najważniejszy dzień życia – Stefan Kozłowski (ep. 2) - 1974: Janosik – Murgrabia - 1974: Janosik (serial) – Murgrabia - 1979: Gwiazdy poranne – Piotr Łoboda - 1979: Igraszki z diabłem – Marcin Kabat - 1981: Jan Serce – Piotr Krukowski, prietenul lui Jan - 1981: Czarne złoto − Paul Budach - 1983: Danton – Lindet - 1983: Fucha – pietrarul „Zgred” - 1984: Miłość z listy przebojów – Jul, tatăl Elizei - 1985: Odwet – David Ryder - 1987: Trójkąt bermudzki – Jarek - 1987: Cyrk odjeżdża – Jan Kossakowski, îmblânzitor de lei - 1989: Rififi po sześćdziesiątce – Andrzej Nowisz - 1992: Smacznego, telewizorku – bunicul - 1993: Do widzenia wczoraj. Dwie krótkie komedie... – Roman (ep. 1) - 1995: Sukces – Dydak - 1999: Pan Tadeusz – Protazy - 2000: Kalipso – Henryk Roszponka - 2001: Myszka Walewska – Ryszard Tomczyk, bunicul lui Myszka - 2005: Król Edyp – servitor - 2009: Ostatnia akcja – Kazik Iwanowski - 2012: Spadkobiercy – Tatăl lui Harriet și Harry - 2013: Głęboka woda – profesor (ep. 1, 11 i 12) |

### Dublaj
- 1979: Răpirea lui Savoy - Bordet
- 1980: Krach Operacji Terror - Generalul Savinkov
- 1985: Przyłbice i kaptury - portar (episodul 3)
- 1985: C.K. Dezerterzy - sergent Zajicek
- 1999: Atlantis II⁠(d) - Jaguar / Guardian of the Crystal
- 1999: Faust: Cele șapte jocuri ale sufletului – Mephistopheles
- 2000: Odyssey: The Search for Ulysses⁠(d) - Heryseusz
- 2003: Cum am declanșat Al Doilea Război Mondial (joc PC) – Franek Dolas

## Premii și decorații
- Crucea de Ofițer a Ordinului Polonia Restituta (2001)[20]
- Crucea de Cavaler a Ordinului Polonia Restituta (1988)[5]
- Crucea de Aur pentru Merit (1974)[5]
- Medalia Gloria Artis pentru Merit în Cultură (2010)[21]